# Władysław Leopold Frydrych

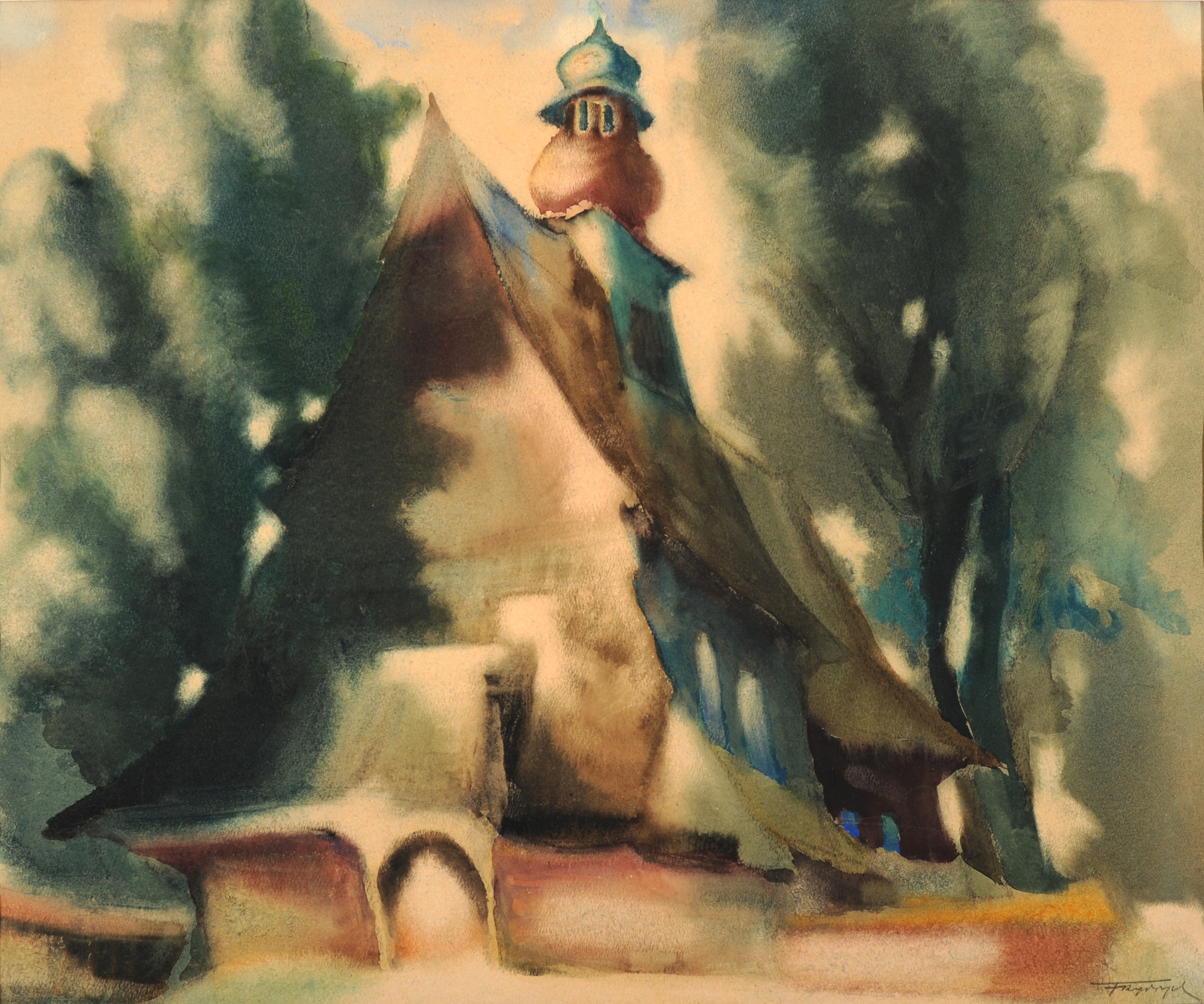
W.L.Frydrych, Kościółek w Przyszowicach na Śląsku, akwarela, 1936, w zbiorach Muzeum Okręgowego w Bydgoszczy

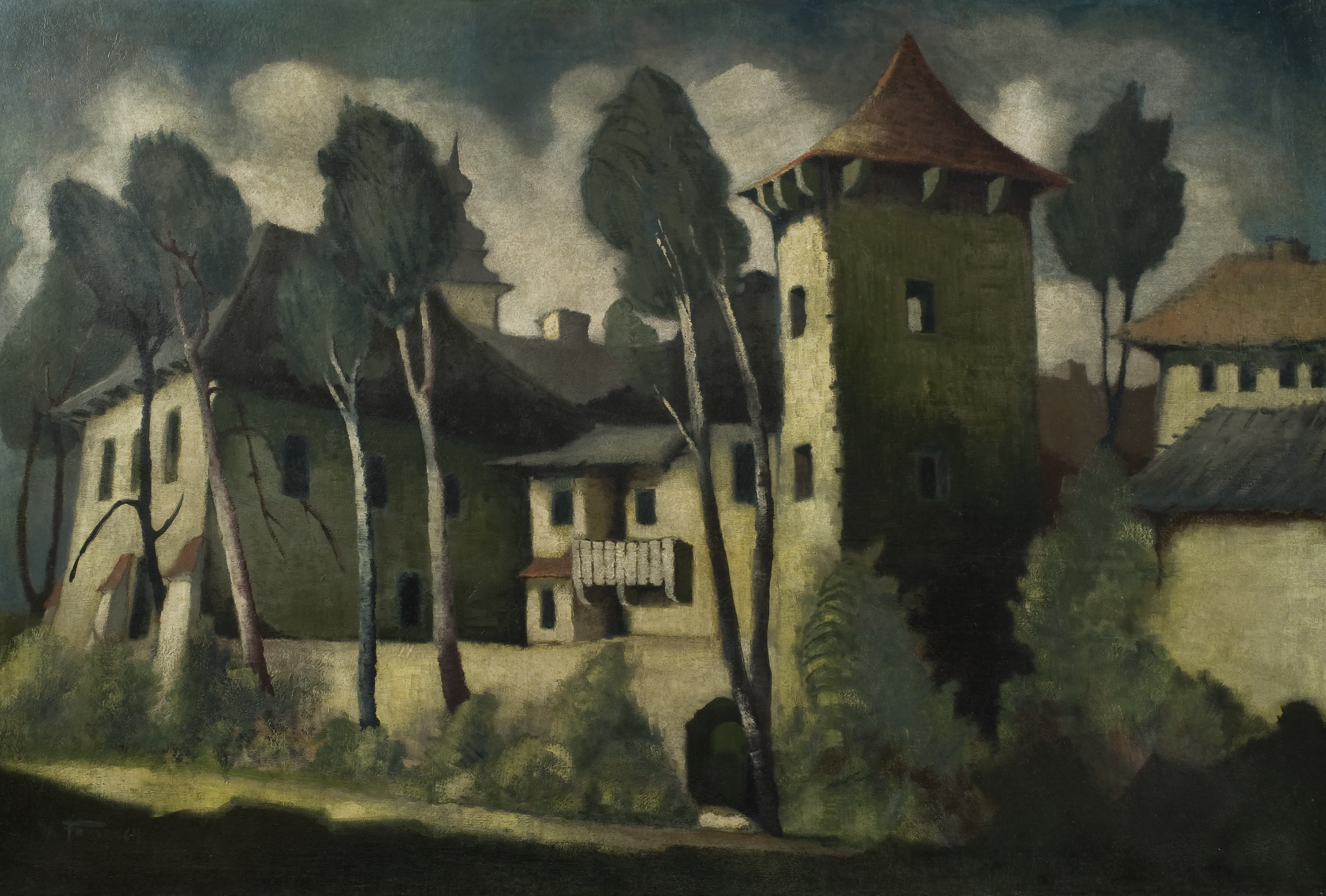
W.L.Frydrych, Zamek Żupny w Wieliczce, olej/płótno, w zbiorach Muzeum Żup Krakowskich w Wieliczce

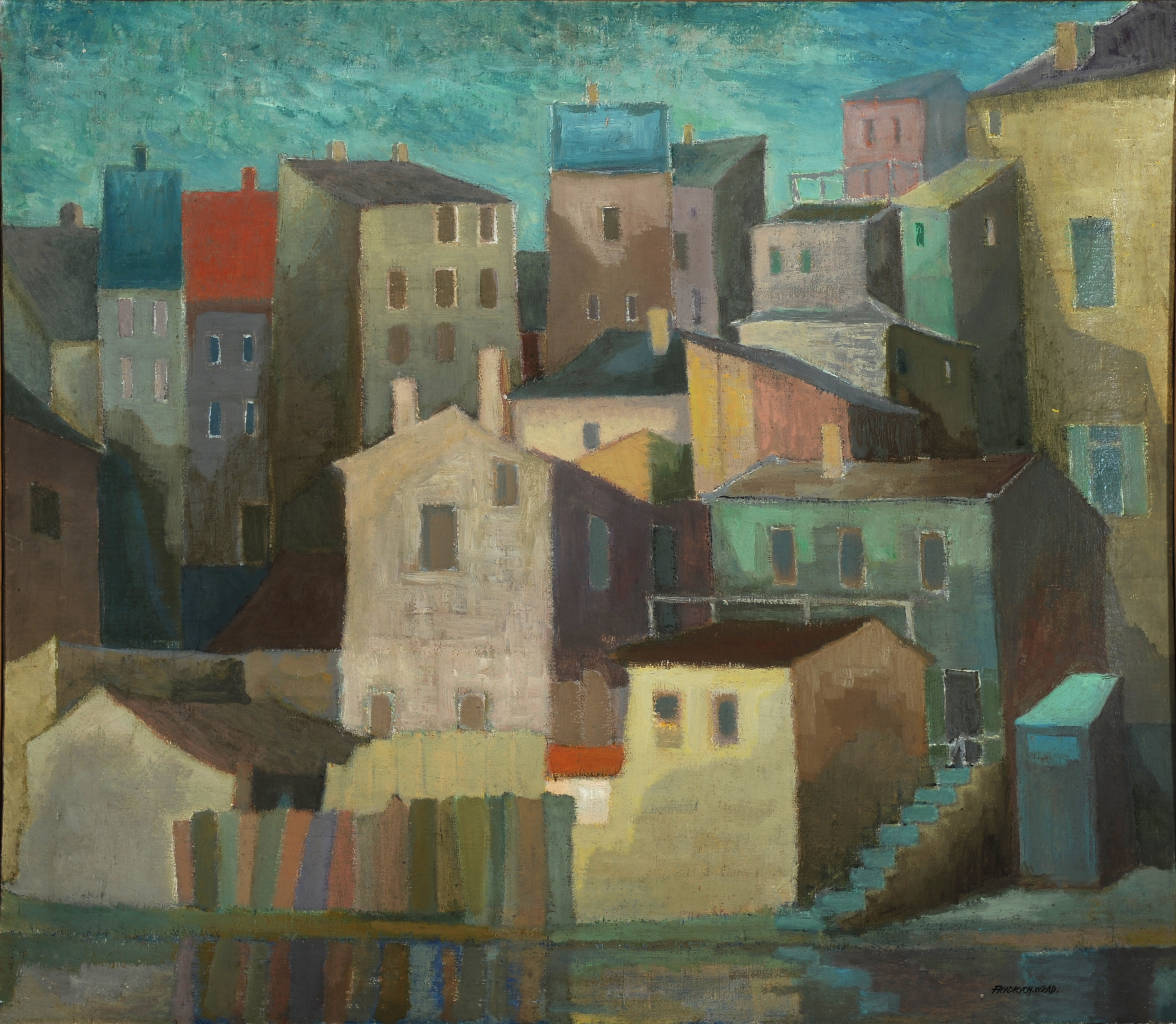
W.L.Frydrych, Wenecja Bydgoska III, olej/płótno, w zbiorach Muzeum Okręgowego w Bydgoszczy

Władysław Leopold Frydrych (ur. 25 marca 1900 w Trzcianie – Ujeździe koło Bochni, zm. 12 lipca 1972 w Bydgoszczy) – polski malarz, pedagog.

## Życiorys
Urodził się 25 marca 1900 w Trzcianie – Ujeździe koło Bochni. Był synem Pawła i Berty z Bogdanowiczów. Dzieciństwo i młodość spędził w Tarnowie, gdzie ukończył Państwowe Seminarium Nauczycielskie Męskie (1915–1918).
Służbę wojskową odbył w 9. Pułku Ułanów w Dębicy (1918–1920). Od 1921 uczył w szkołach powszechnych powiatu tarnowskiego (Przeczyca, Zasów, Bukowa). W 1925 wyjechał do Warszawy jako państwowy stypendysta i tam ukończył wyższy kurs nauczycielski przy Państwowym Instytucie Robót Ręcznych (1926). W latach 1927–1929 studiował w Instytucie Sztuk Plastycznych w klasie prof. Wacława Borowskiego i prof. Władysława Skoczylasa oraz w Prywatnym Instytucie Sztuk Plastycznych prof. Stanisława Rzeckiego w Warszawie (1928). W 1930 uzyskał dyplom nauczyciela szkół średnich. Pracował w Państwowych Seminariach Nauczycielskich Męskich – w Koźminie Wielkopolskim (1926–1929) i Wolsztynie (1929–1934). W 1934 przeniósł się do Bydgoszczy, gdzie uczył w szkołach średnich; od 1938 w I Państwowym Gimnazjum i Liceum im. J. Piłsudskiego. Wyjeżdżając z Bydgoszczy 1 września 1939 zostawił zbiór przeszło 80 obrazów, nie odnalezionych po wojnie.
Okupację spędził w Wieliczce podejmując pracę konserwatora w miejscowym kościele (odnowił 15 obrazów). Uczył reklamy w wielickiej szkole handlowej. Za tajne nauczanie został osadzony w więzieniu na Montelupich w Krakowie (1944). Zwolniony pracował w składzie soli przy dworcu kolejowym w Wieliczce do końca okupacji.
W 1945 wrócił do Bydgoszczy i do pracy w tym samym I Liceum na stanowisku nauczyciela rysunku i wychowania technicznego (1945–1966). Pracował społecznie pełniąc szereg funkcji w bydgoskim Związku Polskich Artystów Plastyków, w Towarzystwie Przyjaciół Sztuki oraz w Kujawsko-Pomorskim Towarzystwie Kulturalnym. Na emeryturę przeszedł formalnie w 1960. Zmarł w Bydgoszczy 12 lipca 1972. Został pochowany na cmentarzu Nowofarnym przy ulicy Artyleryjskiej. Od władz miasta otrzymał honorową odznakę „Bydgoszcz Zasłużonemu Obywatelowi”. Jego imieniem nazwano jedną z ulic osiedla Przylesie w Bydgoszczy-Fordonie.
Władysław Frydrych był żonaty z Marią Szczepańską. Miał dwie córki: Irenę (1924–1994) i Cecylię Helenę (1927–2003).

## Twórczość
We wczesnym okresie twórczości najchętniej malował akwarele, stopniowo przechodząc na technikę olejną sztalugową, pastel, rzadziej grafikę artystyczną. Charakterystyczną cechą jego obrazów była swoista stylizacja form oraz przygaszona kolorystyka. 
Pierwsza wystawa prac miała miejsce w Koźminie Wlkp. zorganizowana wspólnie z malarzem Józefem Ujhelyi (1927). Następne wystawy związane były z Grupą Plastyków Bydgoskich (1932–1939). W 1938 znalazł się w gronie założycieli Związku Zawodowych Plastyków „Bydgost”. Trzykrotnie otrzymał Nagrodę Artystyczną Miasta Bydgoszczy (1936, 1937, 1938). Zaraz po wyzwoleniu został członkiem Związku Polskich Artystów Plastyków w Krakowie, a po przyjeździe do Bydgoszczy - ZPAP Okręgu Pomorskiego. Tematem jego prac z okresu międzywojennego były głównie pejzaże oraz zabytkowe fragmenty miast i wsi południowych i wschodnich rejonów Polski, a także Wielkopolski i rejonu bydgoskiego (m.in. Cerkiewka w Kołyszkach, Zagroda w Bielczakach, Zasłucze - Wołyń, Młyn w Ludwipolu, Chaty w Dawidgródku, Kościółek w Rabce, Wenecja Bydgoska, Stary zajazd w Międzychodzie, Nad kanałem w Bydgoszczy, Fragment z Pińska, Miasteczko w Wielkopolsce, Chata góralska w Ossówce, Mokradło – Polesie, Nad Smeredynką-Wołyń, Kościółek w Ćwiklicach, Kościółek w Połomie Śl., Fragment z Krzyszkowic, Kościółek w Przyszowicach, Morskie Oko, Czarny Staw, Mnich, Cerkiewka w Tatarowie, Wioska pod Krakowem, Giewont od Kościelisk). W czasie okupacji malował obrazy tematycznie związane z Wieliczką (Stary Zamek w Wieliczce, kościół św. Sebastiana). W obrazach lat 40. i 50. dominowała tematyka bydgoska (cykl Wenecja Bydgoska, Fara, spichrze nad Brdą), a w latach 60. – tematyka bułgarska (cykl Tyrnowo, Plovdiw, Sozopol), jugosłowiańska (cykl Lovran, Porec) i włoska (Wenecja).